# Idaho State Police
La police de l'État de l'Idaho, ou Idaho State Police (ISP), est l'agence d'application de la loi à l'échelle de l'État pour l'État de l'Idaho.
L'agence a commencé comme Bureau of Constabulary (« bureau de police », en français), créé le 18 mai 1919, sous le nouveau département de l'application des lois, pour détecter et enquêter sur le crime, « ordonner la réduction des nuisances publiques et d'appliquer de telles ordonnances en dispersant les émeutes, prévenir les torts causés aux enfants et aux animaux qui sont empêchés par la loi ». La gendarmerie d'État était également chargée de l'organisation de divers agents de la paix des États, des comtés et des municipalités. Le bureau a été dissous par la législature de l'Idaho en 1923.
Créée le 20 février 1939, elle compte 486 employés et 288 personnes assermentées en septembre 2004.
Son quartier général se trouve dans la ville de Meridian, dans la banlieue ouest de Boise, la capitale de l'État.

## Structures hiérarchique
| Rang au sein de l'ISP | Insigne       | Description |
| --------------------- | ------------- | ----------- |
| Colonel               |               |             |
| Lieutenant Colonel    |               |             |
| Major                 |               |             |
| Capitaine de police   |               |             |
| Lieutenant de police  |               |             |
| Sergeant de police    |               |             |
| State Trooper         | Pas d'insigne |             |

### Investigation
La Division des Enquêtes de l'ISP est chargés des affaires criminelles les plus sensibles dont les meurtres et le trafic de drogue au niveau de l'Etat de l'Idaho.

## Armes de service
Les troupes de police d'état de l'Idaho sont armées d'un Glock 21 (45 ACP) et d'un Glock 22 (40 S & W). Les détectives possèdent un Glock 30 (45 ACP). Chaque Trooper, un fusil Colt M4 avec un feu de sélection. Les sergents d'ISP Trooper reçoivent également un fusil de chasse pour tirer des cartouches de sacs de fèves.